# Anita Rinaldi
Pour les articles homonymes, voir Rinaldi.
Anita Rinaldi, née Anita Skultety le 26 octobre 1974 à Dunaújváros, est une actrice, réalisatrice et productrice de films pornographiques hongroise.

## Biographie
Née le 26 octobre 1974 à Dunaújváros en Hongrie, elle commence sa carrière pornographique en tant qu'actrice, avant de devenir productrice, réalisatrice (Vivid, Private) et agent de casting. Elle dirige sa propre agence de production de Touch Me Agence.
Elle a été actrice de 1993 - vers l'âge de 19 ans - jusqu'en 1999.
Elle a fait la couverture du magazine Penthouse du mois de mars 1998.
Elle épousa l'acteur et réalisateur pornographique Paul Thomas en 2001 après avoir divorcé.

## Récompenses
- 1998 : Penthouse Pet of the Month mars 1998
- 1999 : Hot d'or – Best All-Sex Film – Planet Sexxx 2
- 2000 : AVN Award – Best Director (Foreign Release) – Return To Planet Sexxx

## Filmographie partielle
| Comme actrice - 1992 : Rebecca d'Alex Perry - 1993 : Top Model / Rocco e Le Top Model del Cazzo de Rocco Siffredi - 1993 : True Stories / Rocco e le storie vere 1 et 2 de Rocco Siffredi - 1994 : Top Models de Christophe Clark - 1995 : Midnight Obsession de Joe D'Amato - 1995 : Eros et Thanatos de Mario Salieri - 1995 : Betty Blue 1 et 2 d'Alex Perry - 1995 : Echanges / Racconti di natale de Nicky Ranieri - 1995 : Erotika de Nicky Ranieri - 1995 : Le Dernier ZTrain de Max Bellocchio - 1995 : Les Aventurières de Max Bellocchio - 1996 : Monastero de Joe D'Amato - 1996 : The Last Vamp - 1996 : Citizen Shane de Marc Dorcel - 1997 : La Nuit la plus chaude / La Lunga notte de Max Bellocchio - 1997 : Private Casting 06 : Inga Plenty of sensuality de Pierre Woodman - 1997 : SexHibition 4 de Joe Sun et Simon Goldstar - 1999 : Talent Scout de Paul Thomas - 1999 : Roommates de Paul Thomas - 1999 : L'Allumeuse / Perfide provocazioni / Tease d'Anita Rinaldi - 1999 : Return to Planet Sexxx d'Anita Rinaldi - 2000 : Scandalize - 2002 : Visions d'Anita Rinaldi | Comme réalisatrice - 1995 : La Chienne du Danube/ Assassinio sul Danubio - 1995 : Le Clan des garces / Ragazza del clan - 1997 : Planet Sexxx - 1999 : L'Allumeuse / Perfide provocazioni / Tease - 1999 : Return to Planet Sexxx - 2001 : Make Up - 2002 : The Necklace - 2002 : Visions - 2003 : The Fetish Underground - 2004 : Amsterdan Sex Games - 2004 : Reality 22: Cum - 2004 : Reality 23: Sex Addicts - 2004 : Reality 25: Wet 'n' Horny Bitches - 2004 : The Private Life of Sandra Iron - 2005 : College Girl Revenge - 2005 : Lost - 2006 : Addiction - 2006 : Private XXX, Vol. 30: All You Need Is Sex - 2006 : Anal Deluxe Anthology - 2 DVD - 2006 : Sexy Santa - 2008 : The Private life of Tarra White - volume 1 - 2008 : Private XXX 39: Sex Bites - 2009 : Private Specials 19: Blow Me Suck Me Drink Me |